# Nimboa adelae
Nimboa adelae är en insektsart som beskrevs av Monserrat 1985. Nimboa adelae ingår i släktet Nimboa och familjen vaxsländor. Inga underarter finns listade i Catalogue of Life.